# دان هوف
دان هوف (بالإنجليزية: Dann Huff)‏ هو ملحن وموسيقي ومنتج أسطوانات ومغني وعازف قيثارة أمريكي، ولد في 15 نوفمبر 1960 في ناشفيل في الولايات المتحدة.

## وصلات خارجية
- دان هوف على موقع ميوزك برينز (الإنجليزية)
- دان هوف على موقع أول ميوزيك (الإنجليزية)
- دان هوف على موقع ديسكوغز (الإنجليزية)